# Stade Charles Tondreau
Stade Charles Tondreau – stadion wielofunkcyjny, położony w mieście Mons, Belgia. Swoje mecze na tym obiekcie rozgrywa zespół piłkarski RAEC Mons. Jego pojemność wynosi 13 000 miejsc.